# ハロウェル (メイン州)
ハロウェル（英: Hallowell）は、アメリカ合衆国メイン州のケネベック郡にある都市。人口は2,381人（2010年）で、メイン州ではイーストポートに次いで2番目に人口の少ない市である。ケネベック川の西岸に位置する。その文化と古い建築物で知られており、観光地として人気がある。州都オーガスタ都市圏に属している。

## 歴史
ハロウェルは、ボストン市の商人であり、元々は1620年代に英王室によってプリマス会社に認められた土地所有者、すなわちケネベック領主の1人であるベンジャミン・ハロウェルにちなんでなづけられた。
最初に入植したのはディーコン・ピース・クラークであり、1762年春、妻と息子のピーターと共に、マサチューセッツのアトルボロから移ってきた。クラーク一家は現在のウォーター通りの近くでケネベック川の西岸に上陸した後、ひっくり返っていた荷車を雨除けにつかったという伝承がある。川に面した50ロッド (250 m) の土地で、トウモロコシ、ライ麦などの作物を栽培した。現在消防署が立っているこの土地が最初に開墾されたところである。
1797年、現在のオーガスタ市がハロウェルから分離して別の町ができた。現在のハロウェルの市域になっている場所は当時「ザ・フック」と呼ばれていた。今日、ハロウェルの人口は2,381 人であり、1820年時点の人口より僅かに少ない（1820年はメイン州がマサチューセッツ州から分離して州に昇格した年である）。この2世紀近く前の時点で、ウォーター通りには71の店舗が並んでいた。対照的にオーガスタは人口1,000人、商人の数はちょうど20人だった。この時代の産業は製材業、貿易業、出版業、造船業だった。ケネベック川の航行可能な場所にあり、1783年から1901年の間に50隻の船がハロウェルの桟橋から進水して大西洋に向かった。周辺住民の需要を満たすために製粉所2か所、製材所5か所、屠畜場2か所があった。
1815年、マンチェスターの近くで最初の花崗岩が採石され、1908年までハロウェルを支えることになる産業の始まりを告げた。しかしその後は建築材料としてセメントが石材に取って代わった。1826年、製氷産業も熱心に始まり、その後の75年間、数千人を雇用した。ハロウェルのスクーナーに積まれた氷の塊が、キューバや西インド諸島まで運ばれた。その他にケネベック川を使って、1857年以降は鉄道で積み出されたものは、サンドペーパー、繊維、ロープ、アマニ油、油布、針金、本、靴があった。
ケネベック川がハロウェルの町の始まりから発展を支えてきたが、その力ある自然が恐怖を吹き込むこともあった。春の洪水は店の経営者を怖がらせ、商業が滞ることもあった。さらに悪いことは、市民が川を渡ることに熱心だったことであり、警戒心の無い子供たちがスケートをしたり、川岸から遠く離れたときに、見た目よりも氷が薄くて命を失うこともあった。寒さも様々な形で混乱をもたらした。1816年7月9日、「夏の無い年」に気まぐれな霜が作物を破壊し、作物の価値が半減したために、農民を飢えさせたので農地を半値で売らねばならないこともあった。

## 地理
ハロウェル市は北緯44度17分12秒 西経69度47分52秒 / 北緯44.28667度 西経69.79778度 (44.286802, -69.797884)に位置している。
アメリカ合衆国国勢調査局に拠れば、市域全面積は6.09平方マイル (15.77 km2)であり、このうち陸地5.88平方マイル (15.23 km2)、水域は0.21平方マイル (0.54 km2)で水域率は3.42%である。市内をボーン・ブルックが流れ、東側市境がケネベック川になっている。
市内を州間高速道路95号線が通り、またメイン州道27号線と同201号線も走っている。南はファーミングデール、西はマンチェスター、北はオーガスタ、東はケネベック川の対岸にチェルシーの各町と接している。

### 気候
ハウェルの気候は季節によって温度差が大きいのが特徴であり、夏は暖かいか暑くて湿度が高いことが多く、冬は寒くて時には厳しい寒さになる。ケッペンの気候区分に拠れば、湿潤大陸性気候、略号ではDfbにある。

## 文化
ハロウェルのニックネームは「小さなイージー」あるいは「ケネベック川のニューオーリンズ」である。また「メイン州の古き川港」とも呼ばれている。
1968年から、毎年7月第3週の週末にオールド・ハロウェル・デイを開催しており、パレード、花火、音楽の生演奏がある。
市内では、メイン州でも最古クラスの市民劇団であるガスライト・シアターが活動している。
ハロウェルはメイン州中部にあって長年芸術の地域中心となってきており、著名な画廊、演芸劇場、スタジオがあり、祭があり、芸術家も多い。著名なバー、酒場、レストランもあり、中心街は飲食店が集中している。
毎週火曜日午後4時から夕暮れまで、川面でハロウェル・ファーマーズマーケットが開催されている。さらに職人のパン屋があり、海産物の市場や、季節により新鮮な野菜と果物も扱っている。

## 人口動態

### 2010年国勢調査
以下は2010年の国勢調査による人口統計データである。
| 基礎データ - 人口: 2,381 人 - 世帯数: 1,193 世帯 - 家族数: 556 家族 - 人口密度: 156.3人/km2（404.9 人/mi2） - 住居数: 1,329 軒 - 住居密度: 87.3軒/km2（226.0 軒/mi2） 人種別人口構成 - 白人: 95.5% - アフリカン・アメリカン: 0.7% - ネイティブ・アメリカン: 0.5% - アジア人: 1.5% - その他の人種: 0.1% - 混血: 1.7% - ヒスパニック・ラテン系: 1.1% | 年齢別人口構成 - 18歳未満: 14% - 18-24歳: 5.8% - 25-44歳: 22.3% - 45-64歳: 33.4% - 65歳以上: 24.5% - 年齢の中央値: 51歳 - 性比（女性100人あたり男性の人口） - 総人口: 86.2 世帯と家族（対世帯数） - 18歳未満の子供がいる: 17.5% - 結婚・同居している夫婦: 36.3% - 未婚・離婚・死別女性が世帯主: 6.9% - 非家族世帯: 53.4% - 単身世帯: 45.8% - 65歳以上の老人1人暮らし: 20.2% - 平均構成人数 - 世帯: 1.89人 - 家族: 2.63人 |

### 2000年国勢調査
以下は2000年の国勢調査による人口統計データである。
| 基礎データ - 人口: 2,467 人 - 世帯数: 1,145 世帯 - 家族数: 604 家族 - 人口密度: 162.3人/km2（420.1 人/mi2） - 住居数: 1,243 軒 - 住居密度: 81.8軒/km2（211.7 軒/mi2） 人種別人口構成 - 白人: 96.91% - アフリカン・アメリカン: 0.39% - ネイティブ・アメリカン: 0.66% - アジア人: 0.35% - 太平洋諸島系: 0.05% - その他の人種: 0.24% - 混血: 1.40% - ヒスパニック・ラテン系: 0.81% | 年齢別人口構成 - 18歳未満: 21.0% - 18-24歳: 6.5% - 25-44歳: 28.1% - 45-64歳: 29.1% - 65歳以上: 15.4% - 年齢の中央値: 42歳 - 性比（女性100人あたり男性の人口） - 総人口: 91.4 - 18歳以上: 89.3 世帯と家族（対世帯数） - 18歳未満の子供がいる: 25.2% - 結婚・同居している夫婦: 40.7% - 未婚・離婚・死別女性が世帯主: 8.6% - 非家族世帯: 47.2% - 単身世帯: 41.5% - 65歳以上の老人1人暮らし: 12.8% - 平均構成人数 - 世帯: 2.06人 - 家族: 2.80人 | 収入と家計 - 収入の中央値 - 世帯: 59,500米ドル - 家族: 73,510米ドル - 性別 - 男性: 47,381米ドル - 女性: 25,139米ドル - 人口1人あたり収入: 41,687米ドル - 貧困線以下 - 対人口: 6.0% - 対家族数: 5.4% - 18歳未満: 15.6% - 65歳以上: 2.0% |

## 政府

### 市政府
ハロウェル市は市長・市政委員会・市マネジャー方式を採用している。有権者は市政委員と1人の市町を選ば、彼らが統治の過程を通じて住民を代表している。
市長が市マネジャーを指名し、市政委員会が批准する。市マネジャーは市の管理部門の長である。市長の職はほとんど儀礼上のものである。市マネジャーが市政府の日々の運営を監督し、年度予算を策定し、市の機関や部門に指示を与える。

### 政治の傾向
2008年と2012年アメリカ合衆国大統領選挙では、民主党バラク・オバマが2対1以上の支持を獲得した。2012年の住民投票で問われた同性結婚については、69%対31%で賛成した。
登録有権者数
| 民主党         | 938   | 44.73% |
| 無党派         | 572   | 27.27% |
| 共和党         | 526   | 25.08% |
| グリーン独立党 | 59    | 2.81%  |
| 合計           | 2,097 | 100%   |

## 教育
ハロウェルはファーミングデールの町と共にホール・デール教育システムが管轄しており、ケネベック・イントラ教育学区地域ユニット2に属している。地域ユニット2にはその他にドレスデン、モンマス、リッチモンドの町が属している。
ハロウェルとファーミングデールでは下記の3つの学校を運営している。
- ホール・デール小学校、幼稚園前から5年生、児童数389人、ハロウェル在
- ホール・デール中学校、6年生から8年生、生徒数201人、ファーミングデール在
- ホール・デール高校、9年生から12年生、生徒数349人、ファーミングデール在

## 見どころ
- エルムヒル農園
- ガスライト・シアター[15]
- ハロウェル地域貿易委員会[23]
- 歴史的ハロウェル・コミッティ[24]
- ハーロウ・ギャラリー[25]、1963年に設立されたケネベック・バレー芸術協会が入っている
- ハバード自由図書館
- ケネベック・アイスアリーナ
- ケネベック・ロッジ #5 A.F. & A.M.[26]、1796年にポール・リビアがハロウェルで認証したフリーメーソンの支部
- リベラル・カップ・マイクロブルワリー（地ビールメーカー）
- パウダー・ハウス・ロット
- ロー・ハウス[27]
- セントマシューズ聖公会教会
- ボーン・ホームステッド[28]

## 著名な出身者
- トーマス・セウェル、医師、作家、教授